# Vesperus conicicollis conicicollis
Vesperus conicicollis conicicollis é uma subespécie de insetos coleópteros polífagos pertencente à família Cerambycidae.
A autoridade científica da subespécie é Fairmaire & Coquerel, tendo sido descrita no ano de 1866.
Trata-se de uma subespécie presente no território português.